# Маґдаленець (Куявсько-Поморське воєводство)
Маґдаленець (пол. Magdaleniec) — село в Польщі, у гміні Роєво Іновроцлавського повіту Куявсько-Поморського воєводства.
Населення — 66 осіб (2011).
У 1975-1998 роках село належало до Бидгощського воєводства.

## Демографія
Демографічна структура станом на 31 березня 2011 року:
|          | Загалом | Допрацездатний вік | Працездатний вік | Постпрацездатний вік |
| -------- | ------- | ------------------ | ---------------- | -------------------- |
| Чоловіки | 37      | 7                  | 27               | 3                    |
| Жінки    | 29      | 2                  | 18               | 9                    |
| Разом    | 66      | 9                  | 45               | 12                   |